# Василий Блажени
Василий, наречен след смъртта му Блажени, е най-известният руски юродив.
В негова чест е наречен храмния символ на Москва и Русия – Свети Василий Блажени.
Житието му предава, че още 16-годишен става московски скитник посветил се на Бога. За да страда ходел без дрехи и обувки, проповядвайки християнството. Въпреки нетрадиционния и екстравагантен за времето си външен вид и държане, Василий е много популярен сред народа. Канен няколко пъти и на царската трапеза, „право куме в очи“ заявява на Иван Грозни, че в Светата църква за царя е отредено последното място. По това време, никой друг не си позволявал нещо подобно и то имало светотатствен характер, но първият руски цар отминавал тези думи на Василий с мълчание.
След смъртта на юродива се случило чудо разчуло се из целокупните руски земи. Лично първият руски цар пренесъл през Червения площад мощите на юродива Василий Блажени, полагайки ги над основите на храма Свети Василий Блажени. Макар църквата да била издигната в чест на победата и завладяването от царя на Казанското ханство , то тя винаги е носила името на юродива и до днес в ново време се извисява над московския кремъл.
Василий са се казвали бащата и прадядото на първия руски цар – Василий III и Василий II Тъмни, по чийто времена съответно се полагат темелите в руските земи по реализацията на имперския проект за Трети Рим, и пада Константинопол. Баба по бащина линия на Иван Грозни е София Палеологина, племенница на последния константинополски император Константин XI Палеолог.